# Architettura ellenistica

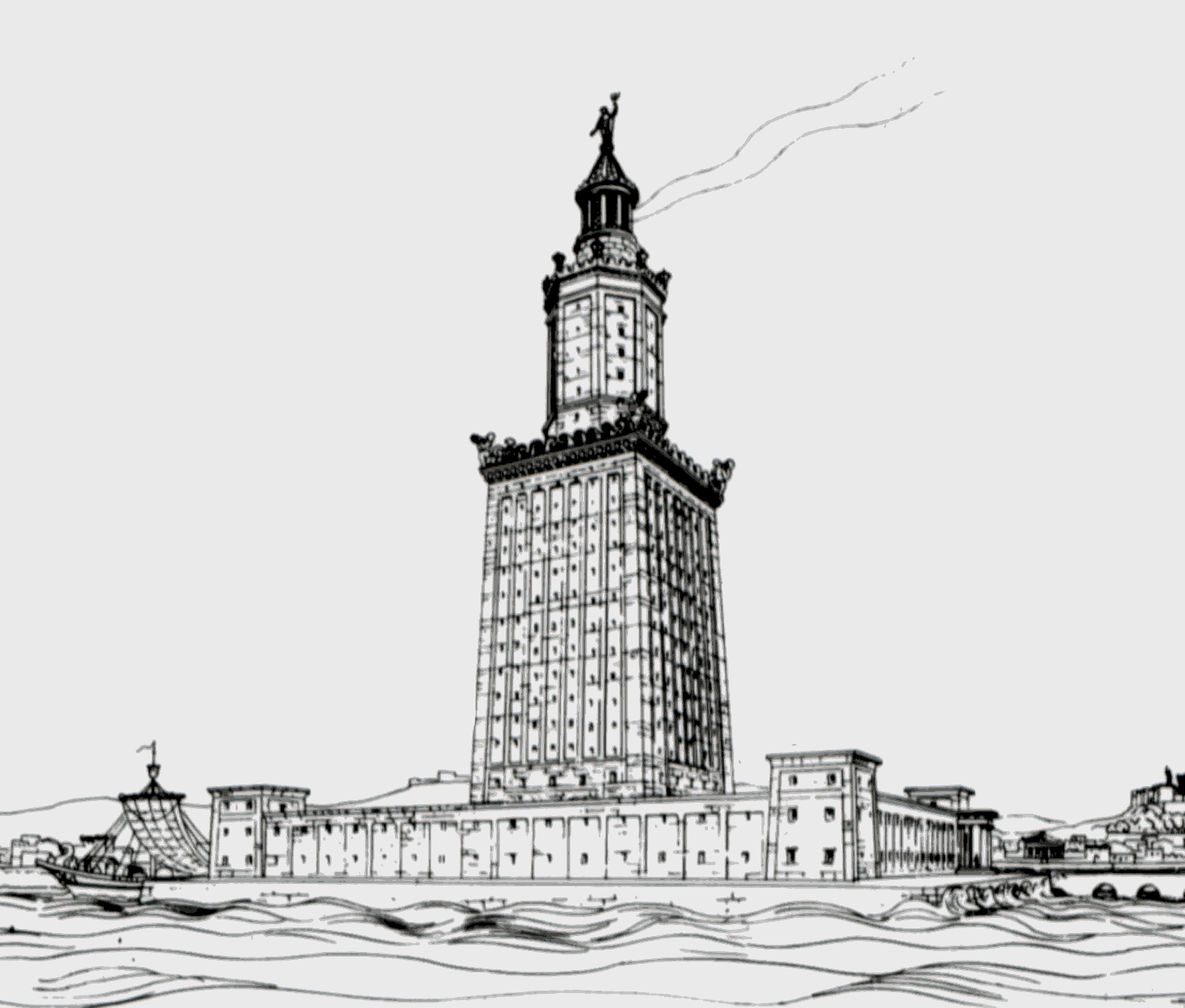
Ipotesi sulla struttura del Faro di Alessandria di H. Thiersch (1909).

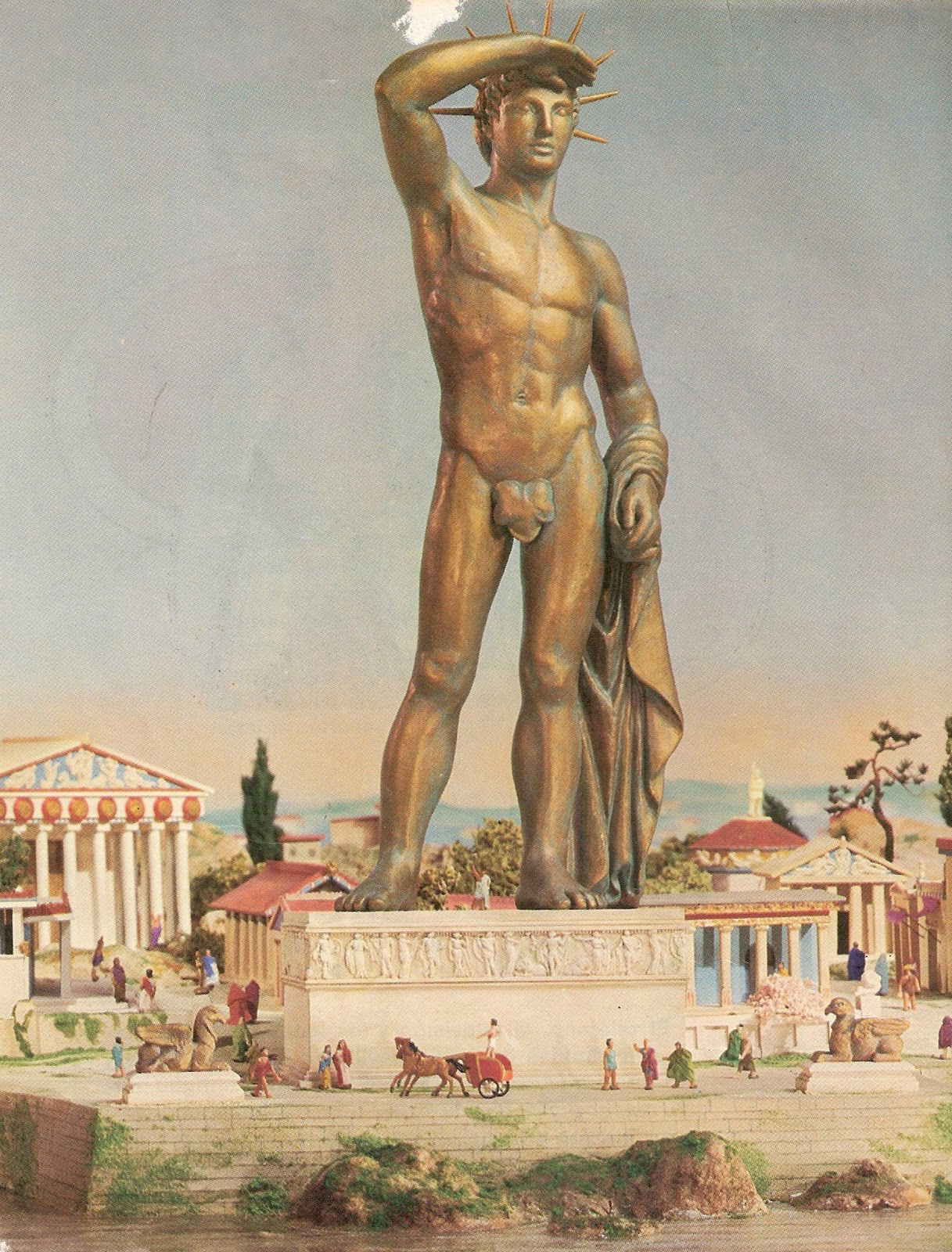
Rappresentazione della città di Rodi con la possibile localizzazione del Colosso.

Con il termine architettura ellenistica si intende quella realizzata, approssimativamente, dal periodo che seguì la morte di Alessandro Magno (323 a.C.), con la divisione del suo impero in regni personali fondati dai diadochi, tra essi la Dinastia tolemaica in Egitto, l'Impero seleucide in Siria o la Dinastia attalide a Pergamo, fino all'anno 31 a.C. quando Augusto sconfisse Marco Antonio e Cleopatra.
L'emulazione tra i diversi regni ellenistici stimolò lo sviluppo di grandi progetti e complessi urbanistici che si erano estinti  nelle Città-Stato nel V secolo a.C. Vennero progettati edifici destinati ad usi specifici, in grandi spazi, non limitati dalle barriere fisiche dell'Antica Grecia, con la creazione di nuove città come Alessandria, fondata nel 332 a.C., Antiochía, Pergamo e Seleucia al Tigri.
L'architettura ellenística fu un momento importante nell'architettura dell'antichità. Tra le sue opere si trovano due delle cosiddette sette meraviglie al mondo antico: il Colosso di Rodi e il Faro di Alessandria. Ma anche la Biblioteca di Alessandria è considerata come esempio di ingegno architettonico.

## Caratteristiche dell'architettura ellenistica
I re, nel loro sforzo di emulazione, inviavano i loro architetti di città in città affinché costruissero monumenti che contribuissero al loro prestigio: edifici pubblici, religiosi o culturali, cosa che facilitò l'unità stilistica dell'architettura ellenística.
Questa fu caratterizzata dal suo eclettismo e da una maggiore libertà rispetto a quella dell'Antica Grecia, in parte dovuta, tra gli altri, all'uso del primo calcestruzzo di cemento naturale, e la costruzione di progetti su grande scala e città concepite da zero, come Pergamo o Alessandria. Questa pianificazione urbana fu abbastanza innovativa per il mondo greco. Veniva accuratamente scelto il luogo per creare un effetto teatrale in funzione del panorama visuale della posizione. Anziché manipolare lo spazio correggendo la natura del terreno, i progetti di costruzione venivano adeguati all'ambiente naturale per far emergere le sue qualità. Vennero realizzati diversi luoghi di divertimento, come teatri e giardini pubblici, nonché stoà e basiliche alle quali venne aggiunto un cleristorio per la sua illuminazione interna. 
Si potenziarono i portici, stoà, bouleuterion, pritanei e fonti, oltre a monumenti funerari, porti e fari, molte volte adornati da opere d'arte.
Il tempio dorico venne virtualmente abbandonato, favorendo gli ordini ionico e corinzio, che si facevano ogni volta più elaborati.
I migliori esempi monumentali dell'architettura ellenistica si trovano in Anatolia, dato che il territorio propriamente greco era carente di fondi per la costruzione di grandi edifici, avendo perso la sua indipendenza.

## Alessandria

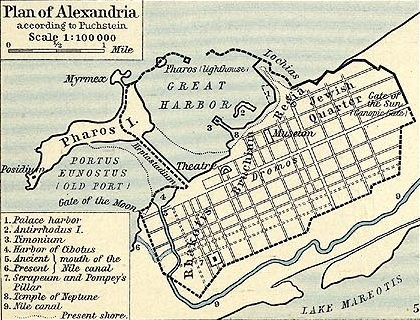
Mappa dell'antica Alessandria, con il Serapeo ubicato al sud (#7).

Ad Alessandria, creata ex-novo, venne costruito il Serapeo, un santuario monumentale per il culto di Serapide, fondato nell'anno 300 a.C. da Tolomeo I, che combinava le caratteristiche greche con quelle orientali. Venne eretto su una piattaforma elevata alla quale si accedeva da un portico a volta che raggiungeva un cortile con uno stagno. Nel suo recinto, esisteva una biblioteca complementare alla Biblioteca di Alessandria, dove venivano conservate copie delle edizioni preparate nel Museion alle quali poteva accedere chiunque. Sotto la terrazza c'erano diverse sale dove si celebravano le cerimonie religiose.

## Atene

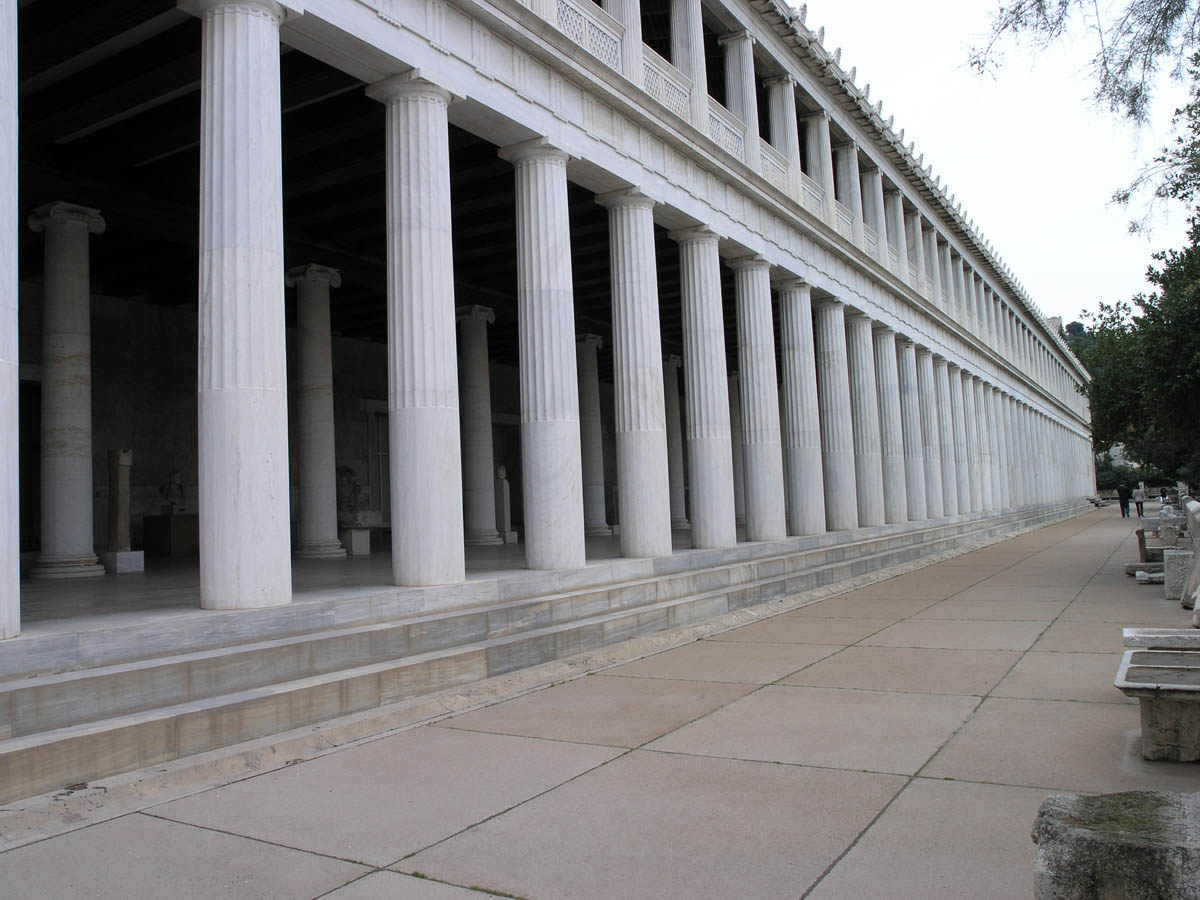
I due livelli della stoà di Attalo: piano terra dorico e primo piano ionico.

L'ordine corinzio venne utilizzato per la prima volta in un edificio importante nel Tempio di Zeus Olimpio. Il suo colonnato doppio, aveva venti colonne lateralmente e tre file di otto colonne alle estremità.
Nell'architettura urbana venne generalizza la monumentalità delle stoà, come in quella di Attalo costruita nell'Agorà di Atene dal re di Pergamo Attalo II. Fu costruita con la sovrapposizione di colonne che permettevano di sviluppare il principio della sovrapposizione di ordini con il dorico al piano terra o all'esterno e lo ionico al piano superiore o all'interno.

## Didima

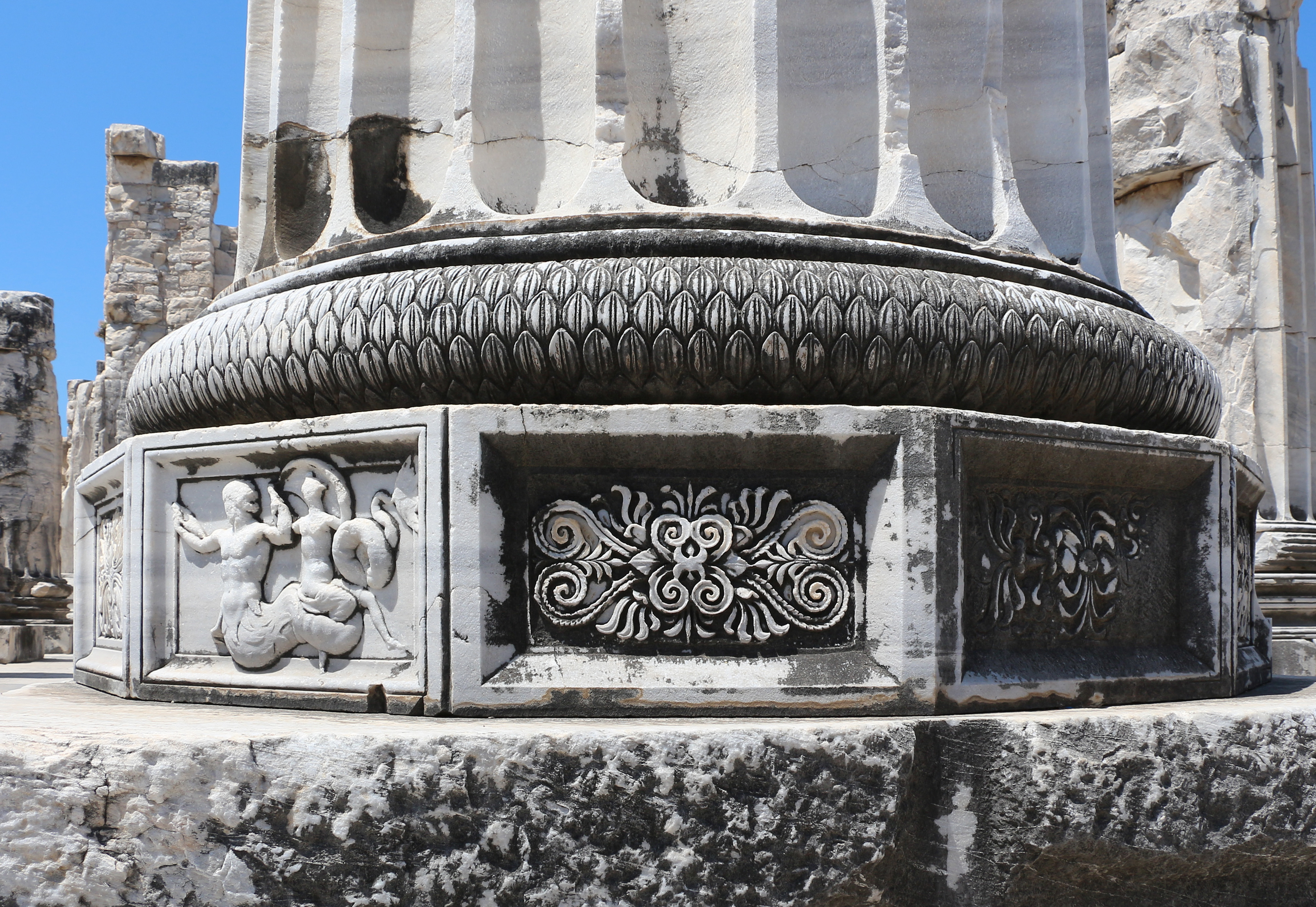
Base di una colonna nel Tempio di Apollo a Didima.

Fu l'epoca del gigantismo e della suntuosità; ad esempio, nel secondo tempio di Apollo di Didima (a venti chilometri da Mileto). Fu concepito nel 330 a.C. da Dafni di Mileto e Peonio di Efeso, ma i lavori, mai finiti, continuarono fino al II secolo. Il santuario era uno dei più grandi mai costruiti nel mondo greco nella regione mediterranea. Venne costruito su un alto basamento di sette gradini, con delle dimensioni di 59 x 118 metri. Nell'interno di un grande cortile di 21,7 x 53,6 metri, la cella era circondata da una doppio colonnato di 108 colonne ioniche di quasi 20 metri di altezza, le cui basi e capitelli erano riccamente lavorati.

## Olinto

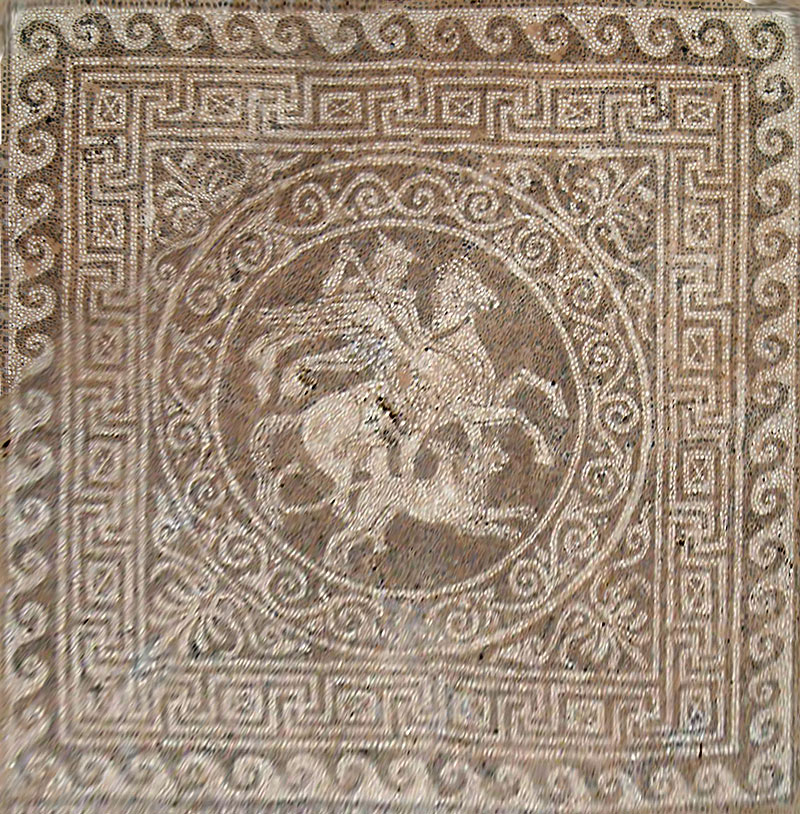
Mosaico di una casa di Olinto, con rappresentazione di Bellerofonte.

L'antica città di Olinto fu una delle pietre angolari architettoniche e artistiche nello stabilire un collegamento tra i mondi classico e ellenístico. Negli scavi archeologici sono state trovate più di 100 case molto ben conservate, cosa che ha consentito di comprendere meglio le attività che venivano svolte nelle stesse e come era organizzato e utilizzato lo spazio interno.
Gli alloggi, nell'ambito dell'architettura privata, erano tipicamente di forma quadrata, comodi e pratici, considerati un marchio di civiltà prominente nella cultura greca durante il periodo ellenístico e ancora oltre. Vivere una vita civilizzata implicava mantenere uno spazio adeguato, usando mattoni nella costruzione. Altri materiali usati erano la pietra e il legno.
Un altro elemento che divenne popolare durante il periodo ellenistico fu l'organizzazione dell'alloggio intorno a un cortile. I cortili servivano come fonte di luce per la casa, poiché le case greche erano chiuse all'esterno per mantenere un livello di privacy. Anche se si sono trovate finestre in alcune case, generalmente erano in posizione elevata e di piccole dimensioni. Gli spazi bene illuminati erano usati per l'intrattenimento o per la realizzazione di attività pubbliche, mentre i settori privati della casa erano scuri e chiusi, cosa che complicava i compiti domestici.
I cortili erano il centro di attenzione della casa, poiché fornivano uno spazio per l'intrattenimento e fonte di luce. Erano pavimentati con selci con maggiore frequenza, ma si sono scoperti cortili con mosaici geometrici o figurativi. I mosaici erano una forma per esprimere interessi e fedi della famiglia, nonché una forma di decorazione della casa per renderla più attrattiva. Questo tocco artistico nelle case di Olinto introduce un altro elemento di vita civilizzata nella società ellenística.

## Pergamo

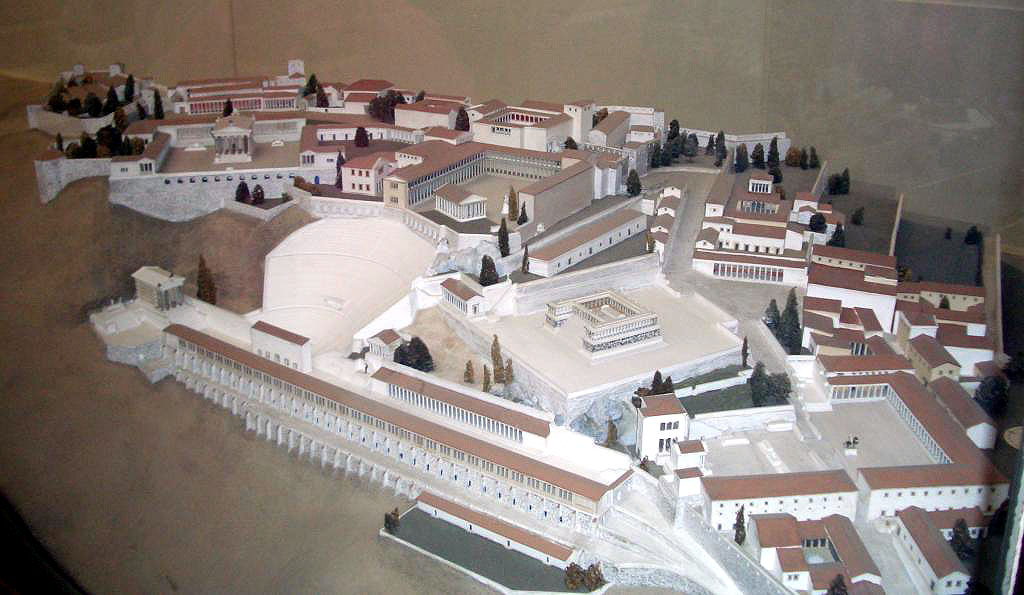
Plastico con la ricostruzione della città di Pergamo.

Pergamo, in particolare, è un esempio tipico di urbanistica e architettura ellenistica. Da una semplice fortezza situata nell'acropoli, diversi re attalidi eressero un colossale complesso architettonico. Gli edifici si dispiegavano a ventaglio intorno all'Acropoli seguendo la natura del terreno. L'ágora, ubicata a sud, sulla terrazza inferiore, era contornata da gallerie di colonne o stoà. Era il punto di partenza di una strada che attraversa tutta l'acropoli, separando, da una parte, gli edifici amministrativi, politici e militari, a est e nella sommità della roccia, e dall'altra, i santuari, ad ovest a mezza altezza. Tra questi ultimi, il più importante era quello che accoglieva il grande altare monumentale (Altare di Pergamo), chiamato dei «dodici dèi» o «degli dèi e giganti», che costituisce uno dei capolavori della scultura greca. Un gigantesco teatro, che poteva arrivare a contenere quasi 10.000 spettatori, era scavato nelle pendici della collina.